# Ravonna (personaje)
Ravonna es un personaje ficticio que aparece en los cómics estadounidenses publicados por Marvel Comics. Apareció por primera vez en Avengers #23 y fue creado por Stan Lee y Don Heck. Es una princesa y asesina que se desempeña como amante y sucesora de Kang el Conquistador y su yo más joven, Kid Immortus. Ha sido representada como una supervillana y una antiheroína.
Ravonna es interpretada por Gugu Mbatha-Raw en la serie de Disney+ Loki (2021-2023), perteneciente al Universo cinematográfico de Marvel.

## Historial de publicaciones
Ravonna apareció por primera vez en Avengers # 23 (diciembre de 1965) y fue creada por Stan Lee y Don Heck.

## Biografía ficticia
Ravonna Lexus Renslayer era la hija del rey Carelius (un gobernante títere de un reino no revelado de Kang el Conquistador en el siglo 40). Ravonna conoció a Kang cuando intentó anexar su época a su imperio. Kang amaba a Ravonna, pero ella lo odiaba debido a su intento de conquistar el reino. Mientras el reino amenazaba con una rebelión, Kang lo dejó con la esperanza de ganar la mano de la princesa Ravonna en matrimonio. Sin embargo, finalmente estalló una rebelión total, y como Kang estaba a punto de ganar la batalla, llevó a Los Vengadores allí para presenciar su triunfo. Esperaba derrotarlos y luego casarse con Ravonna. Finalmente, su ejército atacó el reino a su señal. Uno de sus generales, Baltag, se rebeló contra él después de que no ejecutó a Ravonna, como había hecho con los gobernantes de otros reinos conquistados. Kang luego reclutó la ayuda de los Vengadores para derrocar a Baltag. También contó con la ayuda de los ciudadanos de la ciudad y, después de robar armamento, la rebelión siguió adelante. Kang obtuvo acceso a una cámara que solo podía abrirse con el sonido de los latidos de su corazón y activó un dispositivo que destruyó todo el armamento de su ejército rebelde. Liberó a Ravonna de su mazmorra, revelando que realmente la amaba. Sin embargo, Baltag intentó dispararle a Kang mientras enviaba a los Vengadores a su propio tiempo, y Ravonna, al darse cuenta de que amaba a Kang, se arrojó frente a la explosión y cayó en un coma mortal, después de lo cual el general fue ejecutado.
Kang la mantuvo en estasis por un tiempo, pero cuando jugó un juego con el Gran Maestro en un torneo de campeones, para obtener el poder de liberar a Ravonna y matar a los Vengadores, solo ganó parcialmente, y eligió enojado para tratar de matar a los Vengadores en su lugar. Falló debido a la presencia del Caballero Negro, perdiendo su oportunidad de salvar a Ravonna; el Gran Maestro solo le había otorgado a Kang el poder de la muerte sobre los Vengadores, y el Caballero Negro actualmente no era miembro del equipo. Más tarde se reveló que una contraparte temporal de Ravonna era una consorte de Kang, y más tarde aprendió a ser un cómplice de Immortus en su plan para derrotar a Kang y destruir a los divergentes de Kang. Kang la rescató desde el momento antes de la muerte debido a los dispositivos de Immortus cuando fue arrojado al Limbo (más tarde se reveló que esto se debió a la manipulación mental), luego se enteró de que esto había creado una realidad alternativa en la que fue asesinado. Comienza a destruir las divergencias de sí mismo, sin darse cuenta de que esto es parte de un plan de Immortus. Ravonna no alerta a Kang cuando el rayo de parálisis que está usando para sostener a los Vengadores se sobrecarga debido a la fuerza de Hércules, lo que permite a los Vengadores escapar. Luego sostiene un doble divergente de Kang a punta de pistola y le dice que si realmente la ama, no debe matar al otro Kang. Él rechaza esto y ella lo deja irse. Ese divergente muere cuando su arma fue atrapada por el otro Kang. Ravonna le dice al otro Kang que Immortus era todo lo que siempre fue bueno en Kang cuando Immortus se revela a sí mismo. En un flashback, se reveló que la verdadera Ravonna fue rescatada por el Gran Maestro, quien la revivió a pesar de la elección de Kang por curiosidad y le contó la elección que Kang había hecho. Estaba amargada con Kang por no salvarla cuando tuvo la oportunidad, y juró vengarse de Kang.
Se convirtió en subversiva y asesina. Se le apareció al Doctor Druid en visiones en un plan para conseguir su ayuda para adquirir el arma más letal del omniverso. Asumiendo la apariencia de Nébula, enemiga de los Vengadores, intentó infiltrarse en el Consejo de los Kangs del Tiempo Cruzado. Ella completó su subyugación mental del Doctor Druid y le ordenó que asumiera el liderazgo de los Vengadores. Ella usó a Druid para ayudarla a hechizar a los Vengadores para que la acompañaran al centro de una tormenta de tiempo para recuperar la gran arma. Finalmente fue frustrada por los Vengadores y tres Kangs del Tiempo Cruzado, y cayó en la tormenta del tiempo con Druid. Como Nébula, intentó conseguir la ayuda de los 4 Fantásticos para liberarla. Ella apareció en una visión a la Antorcha Humana, y la Mujer Invisible controlada mentalmente. Ella intentó robar el Nulificador Supremo, pero fue frustrada por los Cuatro Fantásticos. Eventualmente escapó de la tormenta del tiempo a Lincoln, Nebraska en 1961, adoptando el alias Rebecca Tourminet, donde fue frustrada por un Doctor Druid rejuvenecido.
Más tarde, intentó en vano volver a cautivar al Doctor Druid. Convenció a Druid para que la ayudara a investigar la fortaleza de Kang en el siglo XX. Tomando el nombre de Temptress, conoció a los Cuatro Fantásticos y usó su trineo del tiempo para ingresar a Chronopolis. Luego luchó abiertamente con el principal Kang después de disfrazarse de Terminatrix en un duelo personal, una batalla que terminó con Kang aparentemente sacrificándose para salvarla de la misma manera que una vez lo tuvo. Ella se convirtió en gobernante de Chronopolis con su derrota.
Después de gobernar el reino de Kang por un tiempo y aburrirse, revivió a Kang y lo apuñaló en el corazón. Más tarde lo revivió de nuevo, correctamente, y los dos se convirtieron en amantes hasta que el mismo Kang se aburrió y se fue para retomar su identidad anterior de Rama-Tut y luchar contra su yo más joven.
Ella fue reportada fallecida en la destrucción de Chronopolis, el reino extra-temporal de Kang, en Avengers Forever.
Más tarde se ve a una Ravonna más joven en compañía de un Kang más joven, Nate «Kid Immortus» Richards, proporcionando información al Doctor Doom sobre la Fundación Futura.En la serie en solitario Kang the Conqueror, Kang reescribe la historia manipulando una versión más joven de sí mismo para pasar por todas sus identidades anteriores y convertirse en la forma más pura de aspirante a conquistador, resucitando a Ravonna dándole la capacidad de reencarnación retroactiva: teniendo el mismo nombre y alma en diferentes razas, especies y géneros se cruzan con la línea de tiempo personal de Kang en el pasado, presente y futuro, y la serie se centra en una Ravonna en particular como Caballero Luna.

## Poderes y habilidades
Ravonna tiene un intelecto dotado, pero aparte de la durabilidad sobrehumana, no tiene poderes sobrehumanos. Es una formidable combatiente cuerpo a cuerpo y domina varios tipos de armas exóticas. También domina una amplia gama de tecnología futurista. Ha recibido educación avanzada en artes y ciencias del siglo 41.
Lleva una armadura corporal de composición desconocida y utiliza diversas tecnologías futuristas que incluyen vibrocuchillos, desintegradores de conmoción cerebral y tecnología de cambio de forma que le permite alterar su apariencia a voluntad.

## En otros medios

### Televisión
- Ravonna aparece en la serie animada The Avengers: Earth's Mightiest Heroes, con la voz de Cindy Robinson. Esta versión está representada como una mujer de piel oscura con cabello negro con un vestido real azul y blanco. En el episodio «Conoce al Capitán América», ella está expuesta a la energía temporal que estaba reescribiendo la línea de tiempo de Kang, poniéndola en un coma mortal mientras se desvanecía lentamente de la existencia. En «La Dinastía Kang», después de que Kang viajó al pasado para atacar a Los Vengadores, Avispa se topa con el área de estasis de Ravonna y hace que sus aliados se retiren en medio de su pelea con Kang. Después de esto, Señor Fantástico, Hank Pym y varias de las personas más inteligentes de la Tierra trabajan para salvar a Ravonna.
- Ravonna Renslayer aparece en la serie de acción en vivo Loki, interpretada por Gugu Mbatha-Raw. Esta versión es una variante temporal de la subdirectora de la escuela de Ohio, Rebecca Tourminet, quien fue sacada de su línea de tiempo nativa por «El que permanece», le borraron los recuerdos y fue nombrada Cazadora y más tarde Jueza de la Autoridad de Variación Temporal (AVT). Ella abandonó la AVT para ir en una misión con Miss Minutes para encontrar el «libre albedrío» después de recibir información por «El que permanece».[13]Ellas viajan a Chicago en 1868 para dejarle en secreto la Guía de AVT a un joven Victor Timely, una variante de «El que permanece», quien informó a Miss Minutes sobre este plan antes de su muerte. Viajando a 1893 en la Feria Mundial de Chicago, ellas se encuentran con un Timely adulto que presenta su prototipo de telar. Renslayer y Miss Minutes lo alcanzan primero y escapan de Loki, Mobius M. Mobius y Sylvie, pero Miss Minutes traiciona a Renslayer por celos. Renslayer se enfrenta a Timely en su laboratorio de Wisconsin, al igual que Loki, Mobius y Sylvie. Después de que Timely se va con Loki y Mobius, Renslayer y Miss Minutes son arrojadas por Sylvie a la Ciudadela al final de los tiempos, donde ven el cadáver de «El que permanece» y descubre un secreto: que ella alguna vez fue la compañera de «El que permanece» y comandante de su ejército, antes de ordenar que sus recuerdos fueran borrados junto con los de todos los demás. Al regresar a la AVT, secuestran a Timely, matan a D-90 y matan a Dox y sus hombres, quienes no se unen a ellos, excepto a Hunter X-5/Brad Wolfe. Ouroboros "O.B." desactiva a Miss Minutes y Renslayer es podada por Wolfe, quien quedó encantado por Sylvie. Al final, Renslayer despierta en el Vacío y se encuentra con Alioth.

### Película
Ravonna, basada en su contraparte de MCU, aparece en el cortometraje de Los Simpson, The Good, the Bart, and the Loki, con la voz de Dawnn Lewis.

### Videojuegos
Ravonna aparece en Lego Marvel Super Heroes 2, con la voz de Kate O'Sullivan. Si bien esta versión sigue siendo la compañera de Kang después de que su reino fuera conquistado, secretamente filtra información a los Vengadores para socavar a Kang. Después de su derrota, Ravonna usa su cristal de tiempo para regresarlo a un bebé antes de prometer a los Vengadores que devolverá los componentes de Chronopolis a sus respectivos lugares en el espacio y el tiempo una vez que las fuerzas restantes de Kang sean derrotadas. En una escena posterior a los créditos, Ravonna como Terminatrix aparece en Manhattan con Cosmo el perro espacial, Hombre Cosa, la Inteligencia Suprema y un anciano Kang para advertir al Capitán América, Capitana Marvel y Iron Man sobre una nueva amenaza.